# اتحاد المجر لكرة القدم
تأسس الاتحاد المجري لكرة القدم في عام 1901م وانضم إلى الاتحاد الدولي لكرة القدم في 1907م وإنضم إلى الاتحاد الأوروبي لكرة القدم في 1954م.